# Przedstawiciele dyplomatyczni Polski w Królestwie Prus
Od chwili powstania Królestwa Prus (1701) misje dyplomatyczne polskie w Berlinie stały się jednymi z najregularniejszych.

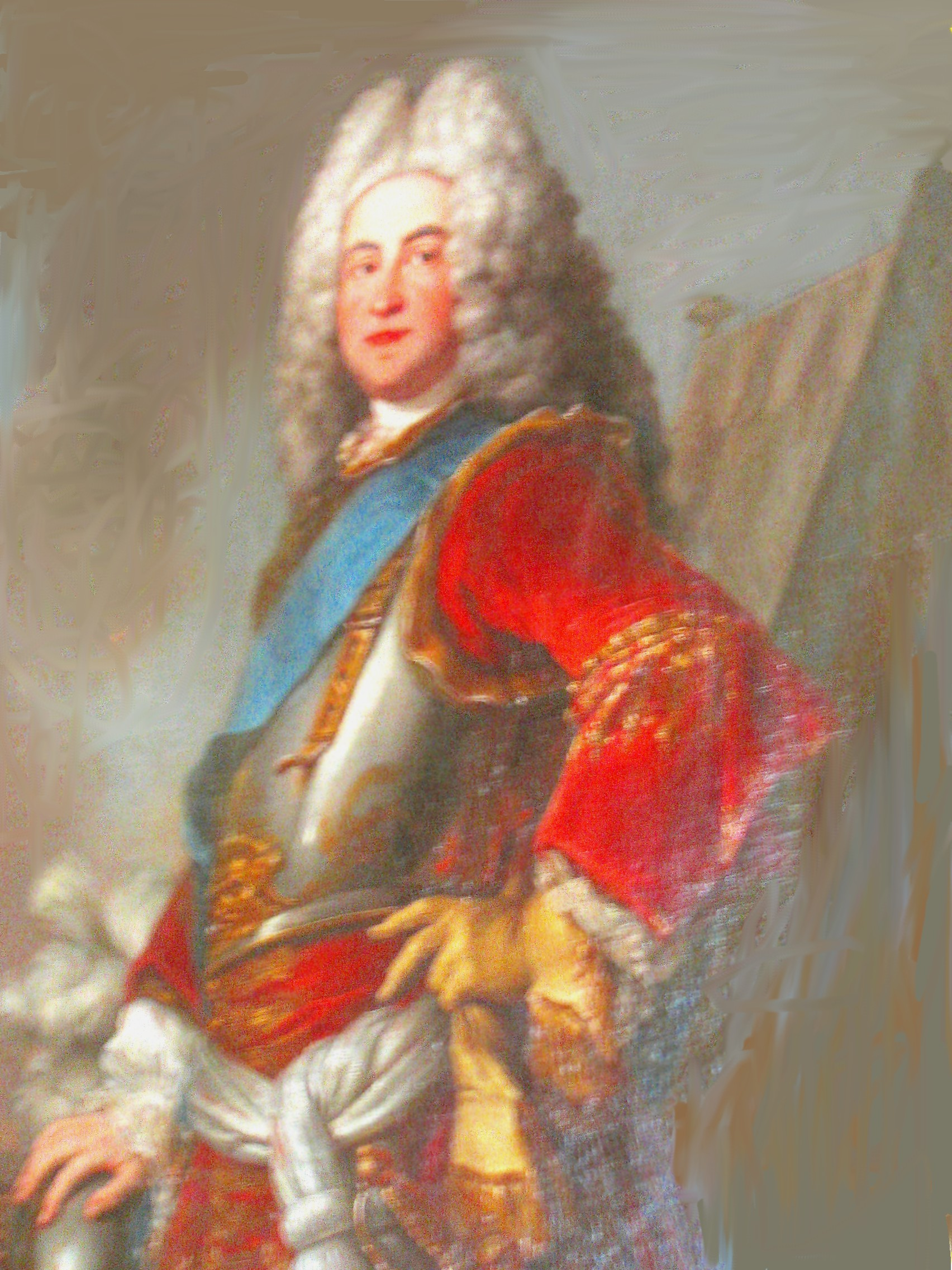
Stanisław Poniatowski, Berlin 1733
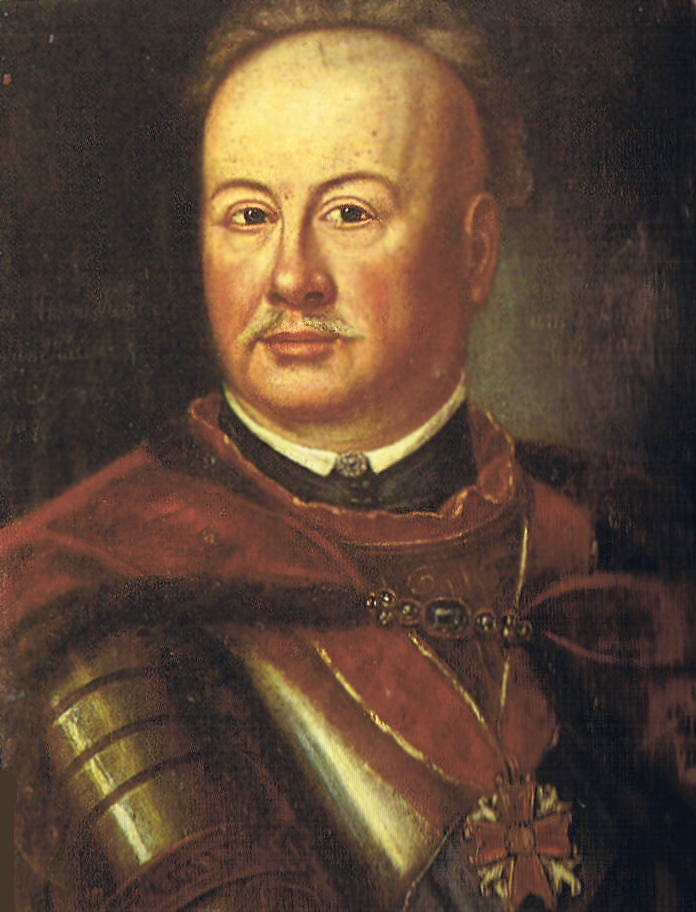
Franciszek Antoni Kwilecki, Berlin (1771-1776)

## Przedstawiciele dyplomatyczni Polski w Królestwie Prus
lista niekompletna
- 1701 – Krzysztof Mikołaj Towiański
- od 1704 (wielokrotnie) – Jan Jerzy Przebendowski
- 1708 – Zygmunt Unrug (wysłannik króla Stanisława)
- 1733 – Stanisław Poniatowski (kasztelan krakowski) (w interesie Stanisława Leszczyńskiego)
- 1763 – Jerzy Wilhelm Goltz
- 1763 – Stanisław Kostka Czartoryski (by donieść o śmierci Augusta III)
- listopad 1763 – Stanisław Kostka Gadomski
- 1771–1776 – Franciszek Antoni Kwilecki
- 1789–1790 – Józef Klemens Czartoryski